# Карлес Жіл
Карлес Жіл (ісп. Carles Gil, нар. 22 листопада 1992, Валенсія) — іспанський футболіст, нападник клубу «Ельче» та молодіжної збірної Іспанії.

## Клубна кар'єра
У дорослому футболі дебютував 2009 року виступами за другу команду «Валенсії», в якій провів три сезони, взявши участь у 53 матчах чемпіонату. 
До складу клубу «Ельче» приєднався на умовах оренді 2012 року. Наразі встиг відіграти за клуб з Ельче 46 матчів в національному чемпіонаті.

## Виступи за збірну
2013 року дебютував в офіційних матчах у складі молодіжної збірної Іспанії.